# Comuna Nahirna, Jașkiv
Nahirna (în ucraineană Нагірна) este o comună în raionul Jașkiv, regiunea Cerkasî, Ucraina, formată din satele Nahirna (reședința) și Pobiina.

## Demografie
Componența lingvistică a comunei Nahirna
     Ucraineană (97,64%)
     Rusă (1,9%)
     Alte limbi (0,23%)
Conform recensământului din 2001, majoritatea populației comunei Nahirna era vorbitoare de ucraineană (97,64%), existând în minoritate și vorbitori de rusă (1,9%).